# George W. Barlow
Pour les articles homonymes, voir George Barlow et Barlow.
George Webber Barlow (15 juin 1929 - 14 juillet 2007) est un zoologiste, ichtyologue et sociobiologiste américain. Il enseigne la biologie intégrative à l'université de Californie à Berkeley. Ses travaux sur le terrain ont porté sur la sélection sexuelle chez les poissons, plus particulièrement en ce qui concerne les cichlidés.

## Biographie
George Barlow nait à Long Beach, en Californie.
En 1951, il entre à l'université de Californie à Los Angeles, y obtient son diplôme de maîtrise en 1955 et son doctorat en 1958. Immédiatement après sa thèse, il travaille jusqu'en 1960 à l'Institut Max Planck de physiologie comportementale. De 1960 à 1963, il est professeur adjoint et, de 1963 à 1966, professeur agrégé de zoologie à l'université de l'Illinois à Urbana-Champaign. En 1966, il devient professeur agrégé de zoologie à l'université de Californie à Berkeley, où il fait finalement de la recherche en tant que professeur titulaire à partir de 1970 jusqu'à sa retraite, en 1993. De 1973 à 1974, il travaille avec le groupe de Nikolaas Tinbergen à l'université d'Oxford. En 1977 et 1978, il travaille avec Klaus Immelmann (de) au Centre interdisciplinaire de recherche de l'université de Bielefeld sur le  projet interdisciplinaire de développement comportemental.
Après sa retraite, il poursuit ses études sur le comportement social des cichlidés. Il est décédé en juillet 2007 des suites d'un accident vasculaire cérébral. Il est marié et a trois enfants.

## Publications
- « Ethological units of behavior », in D. Ingle (éd.) The Central Nervous System and Fish Behavior, Chicago University Press, Chicago, 1968, p. 217–237.
- avec Klaus Immelmann, Lewis Petrinovich et Mary Main (éd.) : Behavioral development: The Bielefeld interdisciplinary project, Cambridge University Press, Cambridge, 1981.
- avec Klaus Immelmann, L. Petrinowitsch et N. Main (éd.) : Verhaltensentwicklung bei Mensch und Tier: Das Bielefeld-Projekt', Parey, Berlin, 1982.
- avec James Silverberg (éd.) : Sociobiology: Beyond Nature/Nurture?, Westview Press, Boulder (Colorado), 1981  (ISBN 0891589600) (= A.A.A.S. Selected Symposium 35).
- Cichlid Fishes. Nature's Grand Experiment in Evolution, Perseus Books, Cambridge, 2000.